# Franz Blauensteiner (Maler)
Franz Blauensteiner (* 29. September 1896 in Wien; † 12. August 1939 in Krems an der Donau) war ein österreichischer Maler.

## Leben
Blauensteiner studierte an der Akademie der bildenden Künste in Wien und wurde ebendort Professor. Er malte expressionistische Bilder mit Szenen aus dem Ersten Weltkrieg. Mehrere kriegskritische Zeichnungen und Ölgemälde befinden sich heute in den Sammlungen des Wiener Heeresgeschichtlichen Museums, wie z. B. das Gemälde mit dem Titel Schemen stürmen (Öl auf Leinwand, signiert und datiert 1932 im Saal Republik und Diktatur).